# 신제도주의
신제도주의(new institutionalism)는 사회 현상을 제도와 행위의 상호작용으로 설명한다. 이는 제도가 행위를 규정하지만 행위가 제도를 변화시킬 수도 있다는 의미이다.
신제도주의는 형식적 제도(법, 규정, 지침이나 고시 문서)뿐만 아니라, 관행이나 문화도 제도에 포함된다고 보며, 제도를 변화시키는 행위와 제도 설계가 떨어져 있지 않다고 주장한다  즉 제도 행위자들이 기존 제도의 문제점을 인식하고 제도의 일부 구성 요소들을 변화시키거나 같은 제도라도 운영하는 행위자가 바뀌면 제도 변화가 나타날 수 있다고 본다.
신제도주의는 제도가 단일체가 아니라 복합체로 구성되어 있으며, 이 때문에 다양한 구성 요소들의 관계가 변화되면 제도 변화가 나타난다고 본다  즉 제도 내부에 이질적이고 갈등을 유발하는 요소들이 있어서 한시적으로 안정된 것처럼 보이지만, 이런 갈등이 제도 변화의 원동력이 될 수 있다는 것이다.